# Comuna Botkyrka
Botkyrka (Botkyrka kommun) este o comună din comitatul Stockholms län, Suedia, cu o populație de 87.580 locuitori (2013).

## Geografie

### Zone urbane
Lista celor mai mari zone urbane din comună (anul 2015) conform Biroului Central de Statistică al Suediei:
| Nr | Zona urbană   | Pop.   |
| -- | ------------- | ------ |
| 1  | Tumba         | 40.832 |
| 2  | Vårsta        | 2.470  |
| 3  | Norra Riksten | 2.044  |
| 4  | Sibble        | 354    |

## Demografie
| \| Evoluția demografică în comuna Botkyrka, 1970–2015 \| Evoluția demografică în comuna Botkyrka, 1970–2015 \| Evoluția demografică în comuna Botkyrka, 1970–2015 \| Evoluția demografică în comuna Botkyrka, 1970–2015 \| Evoluția demografică în comuna Botkyrka, 1970–2015 \| \| ----------------------------------------------------------------------------------------------------- \| -------------------------------------------------- \| -------------------------------------------------- \| -------------------------------------------------- \| -------------------------------------------------- \| \| An \| \| \| Locuitori \| \| \| 1970 \| 1970 \| \| 26673 \| 26673 \| \| 1975 \| 1975 \| \| 57286 \| 57286 \| \| 1980 \| 1980 \| \| 65218 \| 65218 \| \| 1985 \| 1985 \| \| 66326 \| 66326 \| \| 1990 \| 1990 \| \| 68542 \| 68542 \| \| 1995 \| 1995 \| \| 69500 \| 69500 \| \| 2000 \| 2000 \| \| 73097 \| 73097 \| \| 2005 \| 2005 \| \| 76592 \| 76592 \| \| 2010 \| 2010 \| \| 82608 \| 82608 \| \| 2015 \| 2015 \| \| 89425 \| 89425 \| \| Sursa: SCB - Statistika Centralbyrån, Folkmängd efter region, civilstånd, ålder och kön. År 1968–2016 \| \| \| \| \| |      |  |           |       |
| Evoluția demografică în comuna Botkyrka, 1970–2015 |      |  |           |       |
| An |      |  | Locuitori |       |
| 1970 | 1970 |  | 26673     | 26673 |
| 1975 | 1975 |  | 57286     | 57286 |
| 1980 | 1980 |  | 65218     | 65218 |
| 1985 | 1985 |  | 66326     | 66326 |
| 1990 | 1990 |  | 68542     | 68542 |
| 1995 | 1995 |  | 69500     | 69500 |
| 2000 | 2000 |  | 73097     | 73097 |
| 2005 | 2005 |  | 76592     | 76592 |
| 2010 | 2010 |  | 82608     | 82608 |
| 2015 | 2015 |  | 89425     | 89425 |
| Sursa: SCB - Statistika Centralbyrån, Folkmängd efter region, civilstånd, ålder och kön. År 1968–2016 |      |  |           |       |